# Vaccinium floribundum
Vaccinium floribundum är en ljungväxtart som beskrevs av Carl Sigismund Kunth. Vaccinium floribundum ingår i Blåbärssläktet, och familjen ljungväxter. Inga underarter finns listade i Catalogue of Life.

## Bildgalleri

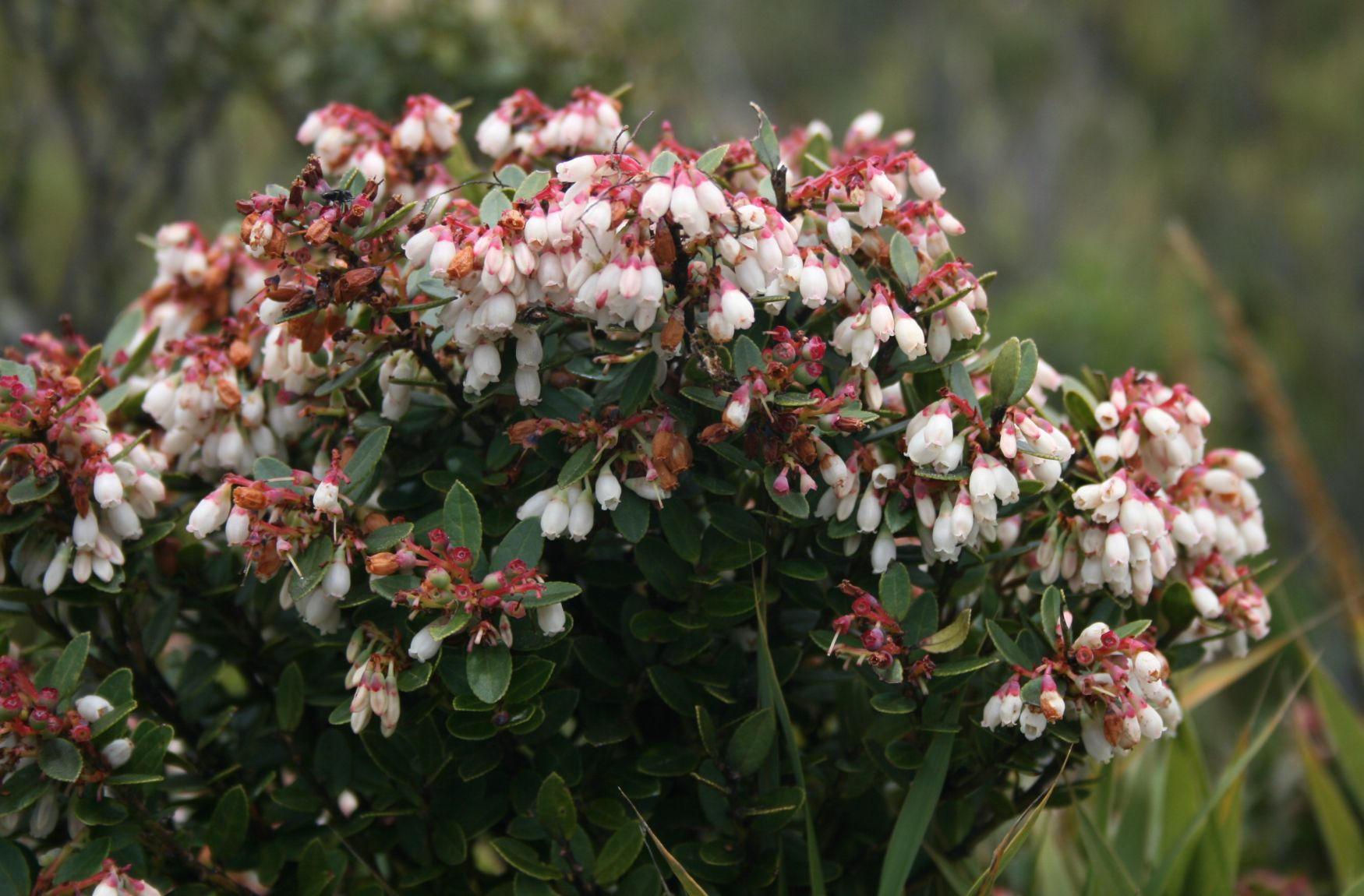
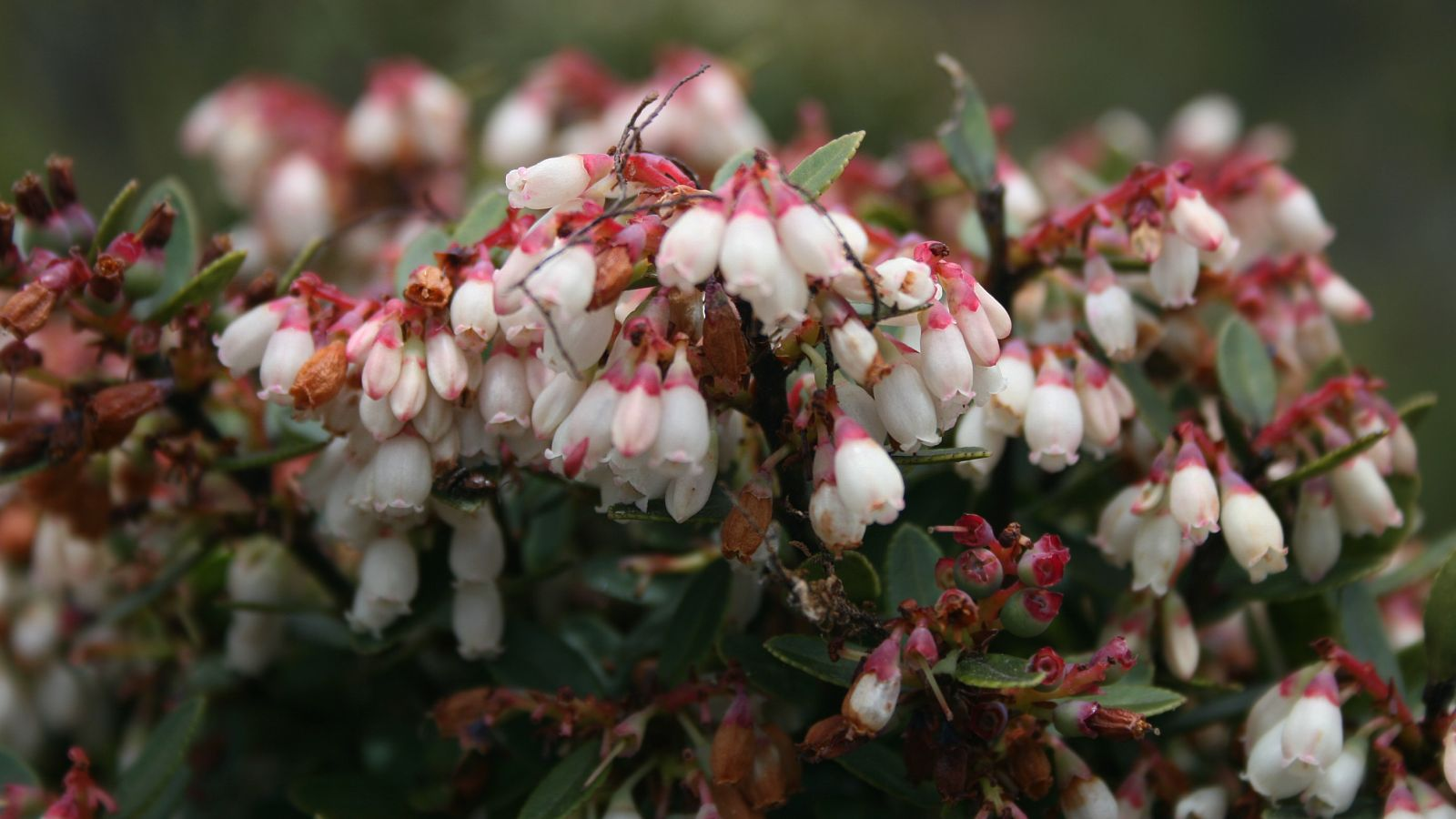
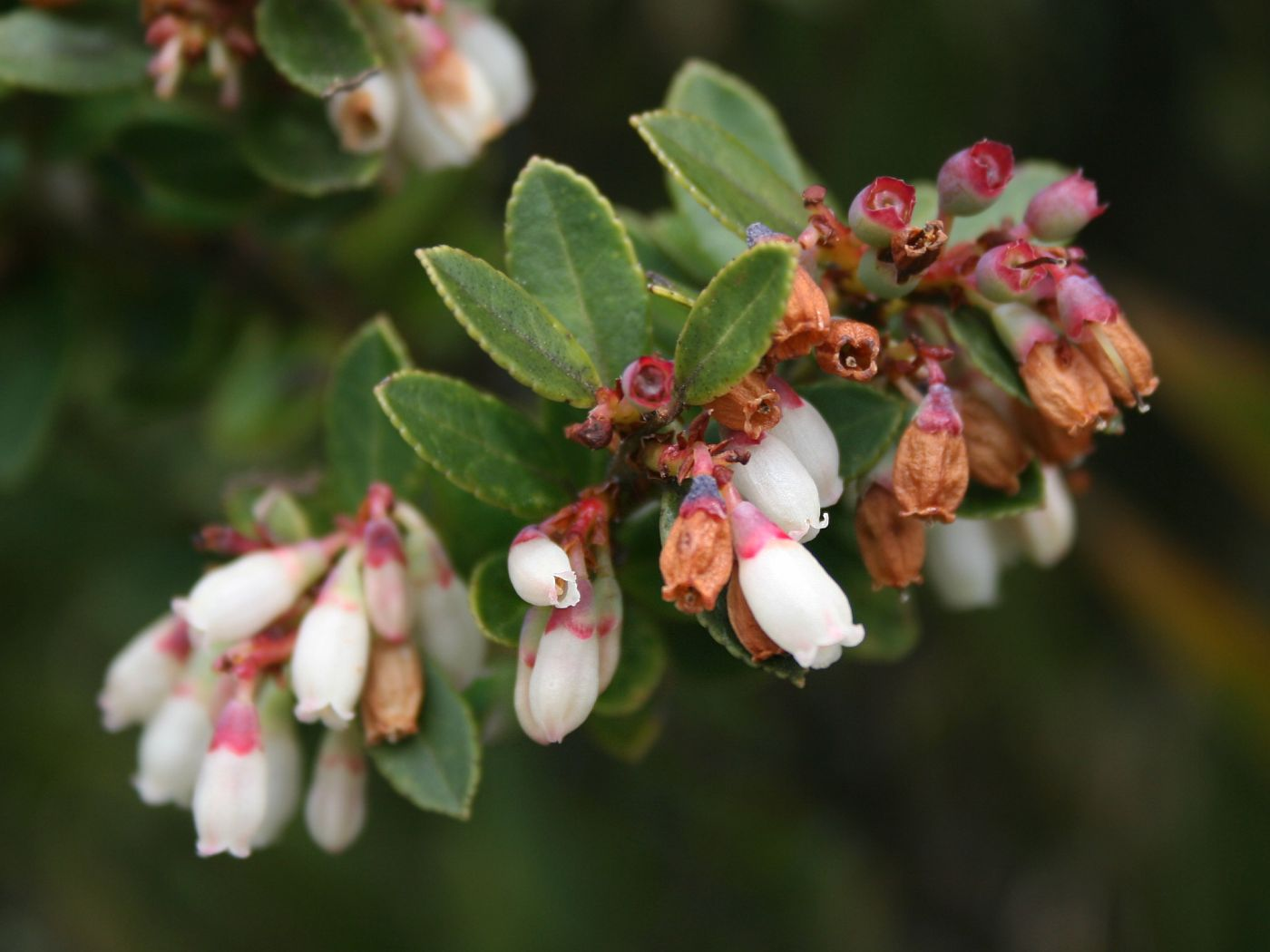